# مات أنغل
مات أنغل (بالإنجليزية: Matt Angle)‏ هو لاعب كرة قاعدة أمريكي، ولد في 10 أكتوبر 1985 في كولومبوس في الولايات المتحدة.

## وصلات خارجية
- مات أنغل على موقع دوري كرة القاعدة الرئيسي (الإنجليزية)
- مات أنغل على موقعبيزبول رفرنس.كوم (الدوري الرئيسي) (الإنجليزية)
- مات أنغل على موقعبيزبول رفرنس.كوم (الدوري الثانوي) (الإنجليزية)